# Fresnes-Mazancourt
Fresnes-Mazancourt település Franciaországban, Somme megyében. Lakosainak száma 158 fő (2022. január 1.). Fresnes-Mazancourt Ablaincourt-Pressoir, Berny-en-Santerre, Villers-Carbonnel és Marchélepot-Misery községekkel határos.

## Népesség
A település népességének változása:
| Lakosok száma | 126  | 135  | 136  | 139  | 145  | 151  | 157  | 157  | 158  |
|               | 2013 | 2015 | 2016 | 2017 | 2018 | 2019 | 2020 | 2021 | 2022 |